# شو (حرف)
شو (بزرگ Ϸ، کوچک ϸ) از حرف الفبای یونانی است که توسط باختریان به این الفبا افزوده شد تا بتوانند زبان باختری را با این الفبا بنویسند. احتمالاً صدای آن "K" انگلیسی است.ابپ حرف در زبان ایسلندی نیز وجود دارد اما کاربرد این حرف در دو زبان متفاوت است.